# لین یی بینگ
لین یی بینگ (انگلیسی: Lin Yi-bing؛ زادهٔ ۱ ژانویهٔ ۱۹۶۱) سیاست‌مدار اهل  Republic of China  است.
وی همچنین برندهٔ جوایزی همچون عضو پیوسته انجمن مهندسان برق و الکترونیک شده‌است.